# Tupolev Tu-95

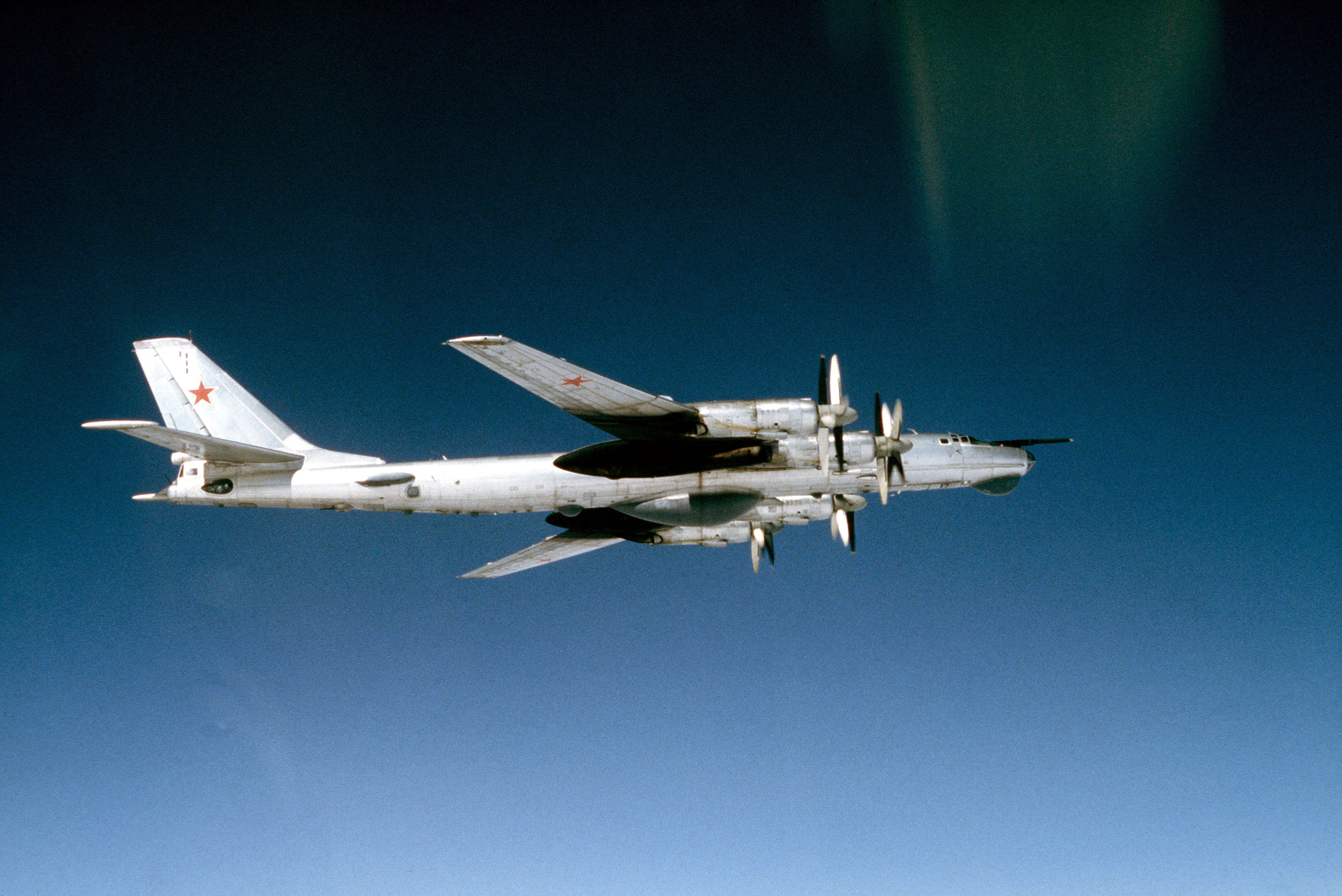
Foto ar-ar de um Tu-95 Bear-D

Tupolev Tu-95 - (em russo: Туполев Ту–95) é um bombardeiro estratégico da União Soviética usado durante a Guerra Fria. Ainda está em serviço em algumas forças aéreas. Denominado "Bear" (urso) pela OTAN. Antes da queda do Muro de Berlim, a Guerra Fria que opôs os EUA e a URSS dos anos 60 aos anos 80, o TU-95 testou quase todos os dias as defesas inimigas, especialmente ao longo das costas do Atlântico Norte, local de intensa actividade submarina, e no Pacífico, ou então sobrevoava as forças navais quando de operações em águas internacionais, provocando normalmente intercepções dos caças inimigos, uma rotina durante a Guerra Fria.

## História

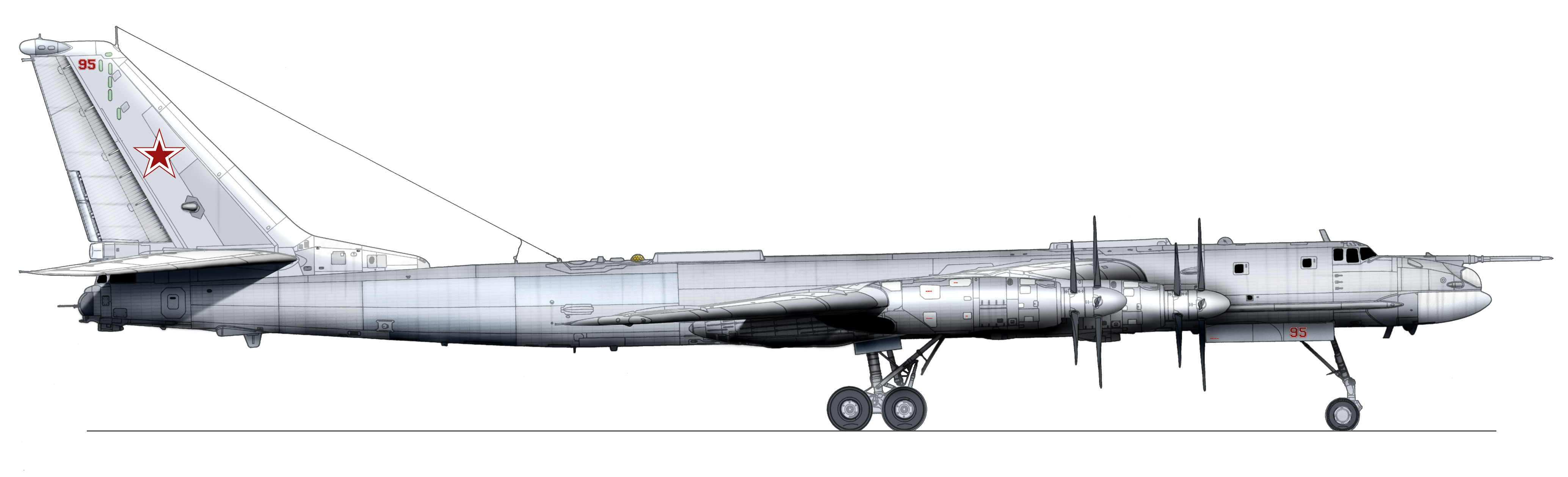
Bombardeiro Soviético Tu-95

O Tu-95 foi talvez o bombardeiro mais bem sucedido já produzido pela indústria aeronáutica soviética, e ainda hoje impressiona por ser o mais rápido avião movido a hélice já posto em serviço, graças as suas características aerodinâmicas avançadas (asas enflechadas) e aos poderosíssimos propfans de contra-rotação.
O desenvolvimento do bombardeiro TU-95 intercontinental começou nos anos 1950, acelerados depois da produção em série do TU-4 de médio alcance. Inicialmente, diversos projetos foram considerados, includindo uma modificação do TU-4 e da produção de um avião novo com motores de pistão. Os protótipos destas aeronaves foram desenvolvidos e testados entre 1949 e 1951. Concluiu-se que os bombardeiros com motores de pistão não poderiam fornecer o desempenho adequado para uma missão intercontinental de ataque, o seu preço de pesquisa final foi de 302 milhões de dólares nos dias de hoje.
Em março de 1951 iniciou-se o desenvolvimento do bombardeiro intercontinental a jato T-4. Entretanto conclui-se que os propulsores AM-3 propostos para o modelo T-4 não forneceriam a autonomia requerida de mais de 10.000 quilômetros. Como alternativa, o Tupolev propôs um avião com quatro propulsores que forneceriam uma autonomia de mais de 13.000 quilômetros e velocidades de mais de 800 km/h (0.65 Mach) a uma altitude de até 10.000 metros. O protótipo foi batizado de Tu-95.
O projeto das asas se valeu de toda a experiência da Tupolev e do instituto central de aerodinâmica (TSAGI) adquiridas durante o projeto e desenvolvimento das asas do TU-16. As asas do Tu-95 foram envergadas para trás em um ângulo de 35 graus, permitindo a colocação de uma grande quantidade da bombas atrás da caixa da torsão da unidade central das asas no centro de gravidade da aeronave.
As maiores dificuldades encontradas no projeto do Tu-95 foram os motores. Após exaustivos estudos de combinações e versões diferentes do motor, o projeto final do avião incorporou quatro motores turbo-propulsores com uma pressão de aproximadamente 10,000-shp. Nos anos 1940, o motor turbo-propulsor mais potente já fabricado era o protótipo BK-2 que geravam significativos 4800-shp de pressão. Após a análise do projeto da Tupolev, em 11 de julho de 1951 o governo aprovou oficialmente o desenvolvimento do avião Tu-95: Duas versões foram construídas, uma com os oito motores TV-2F, e uma segunda versão com os quatro motores TV-12.
Em 1952, o primeiro protótipo "95/1", equipado com os 8 motores 2TV-2F, foi construído na planta Nr. 156 e posto em operação no mesmo ano.
Em 1961 um Tu-95 modificado transportou a Tsar Bomba para a ilha de Nova Zembla - foi o teste nuclear mais potente da história.
Do projeto do Tu-95, derivou o Tu-114, aeronave civil para passageiros.
Esta é uma Aeronave estratégica multi-função. A função deste bombardeio, era a de marcar de forma explícita a sua presença, afinal possuía quatro motores turboélices com duas hélices contra-rotativas, uma girando em cima da outra e com o mesmo sentido de empuxo, que causavam um ruído muito grande onde ele sobrevoava, não possuindo um mínimo sequer de furtividade, característica esta que a antiga URSS deixava para os seus inúmeros submarinos.
Seu valor estimado é de 11 milhões de Rublos, equivalente a 3 milhões e quatrocentos mil Dólares Americanos.

## Versões e Derivados

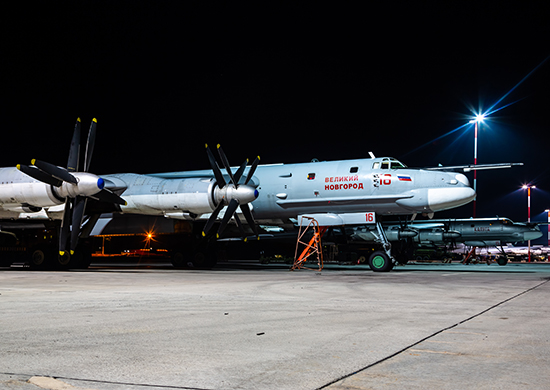
Tu-95 Veliky Novgorod

- Tu-95/1: Primeiro protótipo construído, motorizado com quatro Kuznetsov 2TV-2F. Se acidentou em seu 17º voo em 11 de Maio de 1953.
- Tu-95/2: Segundo protótipo produzido, agora equipado com quatro Kuznetsov NK-12.
- Tu-95/Tu-95M: Versão básica do bombardeiro estratégico de longo alcance, e é o único modelo desta aeronave que não foi adaptado para reabastecimento em voo. Conhecido na OTAN como Bear-A.
- Tu-95K: Versão experimental para lançar o caça MiG-19 SM-20.
- Tu-95K22: Conversões dos antigos Tu-95, reconfigurados para carregar mísseis Raduga Kh-22, além de incorporar aviônicos modernos. Conhecido na OTAN como Bear-G.
- Tu-95K/Tu-95KD: Projetado para carregar o míssil ar-terra Raduga Kh-20. Este modelo foi o primeiro a ser adaptado para reabastecimento em voo. Conhecido pela OTAN como Bear-B.
- Tu-95KM:Versões modificadas e melhoradas do Tu-95K, sendo notável por seus sistemas de reconhecimento melhorados. Estes foram, por sua vez, convertidos na configuração do Bear-G. Conhecido como Bear-C.
- Tu-95M-55: Portador de mísseis
- Tu-95MR: Bear-A modificado para foto-reconhecimento e produzido para a Aviação Naval. Conhecido como Bear-E.
- Tu-95MS/Tu-95MS6/Tu-95MS16:– Plataforma de transporte de mísseis completamente nova, baseada na fuselagem do Tu-142. Estão versão se tornou a plataforma de lançamento dos mísseis Raduga Kh-55. Conhecido na OTAN como Bear-H e ficou referido à Força Armada Americana como Tu-142 por algum tempo nos anos 1980 antes de sua verdadeira designação se tornar conhecida.
- Tu-95N: Versão experimental para lançamento de uma aeronave motorizada com motores Ramjet.
- Tu-95RTs: Razvedchik Tseleukazatel: Versão da configuração básica do Bear-A, redesenhado para reconhecimento marítimo e também projetado para serviço de inteligência eletrônica na Aviação Naval Russa. Conhecido como Bear-D.
- Tu-95U Uchebnyy: Versão para treinamento, modificado de alguns Bear-A, mas todos foram já retirados de serviço. Conhecido pela OTAN como Bear-T.
- Tu-96: Protótipo de bombardeiro intercontinental de longo alcance e alta altitude com base no Tupolev Tu-95 com a altitude aumentada pelos motores TV-16 e com uma nova e aumentada asa. Os testes da aeronave foram efetuados com motores TV-12 em 1955 e 1956.[4]
- Tu-114: Versão de Passageiros do Tu-95.
- Tu-116: Tu-95 equipado com cabine de passageiros como um "tapa buracos" enquanto o Tu-114 estava sendo desenvolvido. Apenas dois foram convertidos.[nota 3]
- Tu-95LaL (Tu-119): Projeto experimental de aeronave acionada a energia nuclear.
- Tu-126: Aeronave de AEW&C derivado do Tu-114.
- Tu-142: Reconhecimento marítimo (anti-submarino) derivado do Tu-95. Conhecido pela OTAN como Bear-F.

Existiram muitas outras modificações da fuselagem básica do Tu-95/Tu-142, mas estas nunca foram reconhecidas pela inteligência dos países do Oeste, ou nunca alcançaram status operacionais na União Soviética. Um desses modelos modificados, conhecido como Tu-95V, foi utilizado para lançar a Tsar Bomba.

## Operadores

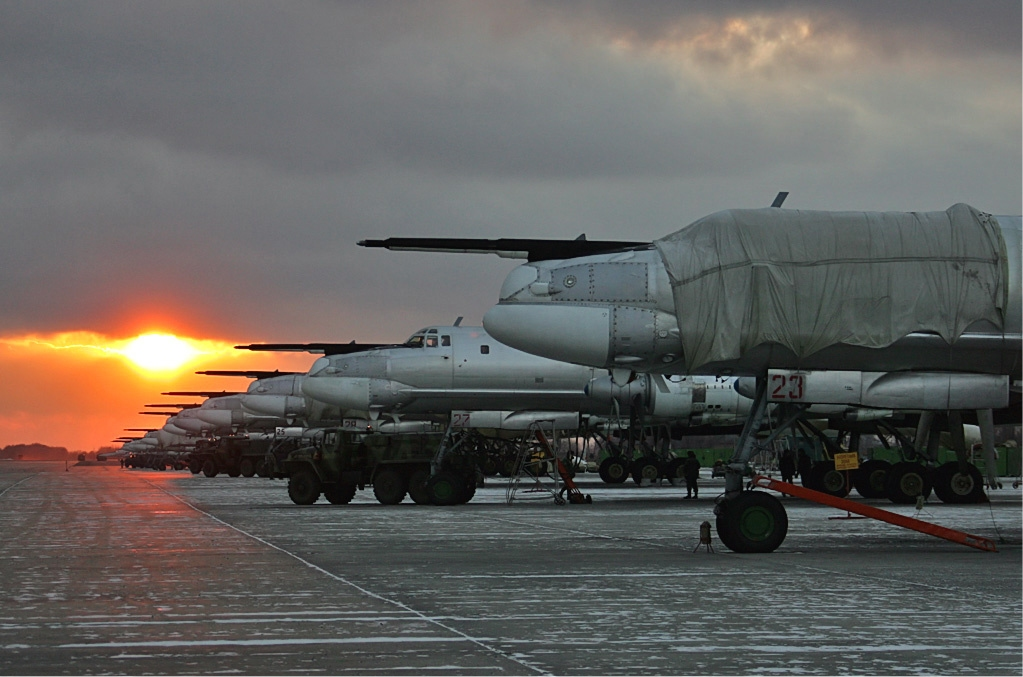
Fileira de Tu-95MS na Base da Força Aérea em Engels em Dezembro de 2005.

### Atuais
Rússia
- Força Aérea Russa: 55 bombardeiros Tu-95MS ativos em 2020.[5][6]

### Anterior
Ucrânia
- Força Aérea da Ucrânia: Retirado de Serviço militar. 1 Tu-95MS em museu.[7]

 União Soviética
- Força Aérea Soviética
  - A primeira divisão de Tu-95, a 106ª TBAD (Divisão de Bombardeiros Pesados), foi formada em 1956. O comandante da divisão foi duas vezes herói da União Soviética, A.G. Molodchi.[8]
- Aviação Naval Soviética